# Yüksək dəstə 1997-1998
La Yüksək dəstə 1997-1998 è stata la settima edizione del massimo campionato di calcio azero, disputata tra il 14 settembre 1997 e il maggio 1998 e conclusa con la vittoria del FK Gäncä, al suo secondo titolo.
Capocannoniere del torneo fu Nazim Aliev (Dinamo Baku) con 23 reti.

## Formula
Alla competizione parteciparono 14 squadre che avrebbero dovuto disputare un torneo di andata e ritorno per un totale di 26 partite con le ultime due classificate retrocesse in Birinci Divizionu.
Il FK Khazri si ritirò dopo l'ottava giornata (con uno score di 1 vittoria e 7 sconfitte con 6 gol fatti e 25 subiti) e il suo posto fu preso dalla nazionale under 18, già protagonista nel campionato della passata stagione mentre Bakili Baku e FK Sumgayit si ritirarono durante la pausa invernale e fu assegnato lo 0-3 a tavolino nelle rimanenti partite tranne che nel match tra le due squadre che finì 0-0 per decisione della federazione.
Le squadre qualificate alle coppe europee furono quattro. La vincente si qualificò alla UEFA Champions League 1998-1999, la seconda fu ammessa alla Coppa UEFA 1998-1999, la vincitrice della coppa nazionale alla Coppa delle Coppe 1998-1999 e un'ulteriore squadra partecipò alla Coppa Intertoto 1998.
Il Pambygchi Barda cambiò nome in FK Garabagh mentre l'Araz Baku diventò Bakili Baku.

## Classifica finale
|                        | Pos. | Squadra             | Pt | G  | V  | N | P  | GF | GS | DR  |
| ---------------------- | ---- | ------------------- | -- | -- | -- | - | -- | -- | -- | --- |
| Azerbaigian (bandiera) | 1.   | FK Gäncä            | 70 | 26 | 22 | 4 | 0  | 67 | 10 | +57 |
|                        | 2.   | Dinamo Baku         | 54 | 26 | 16 | 6 | 4  | 48 | 20 | +28 |
|                        | 3.   | FK Shamkir          | 54 | 26 | 15 | 9 | 2  | 44 | 10 | +34 |
|                        | 4.   | FK Karabakh         | 49 | 26 | 14 | 7 | 5  | 43 | 22 | +21 |
|                        | 5.   | Baki Fahlasi        | 49 | 26 | 14 | 7 | 5  | 45 | 28 | +17 |
|                        | 6.   | PFC Neftchi Baku    | 43 | 26 | 13 | 4 | 9  | 43 | 23 | +20 |
|                        | 7.   | OIK Baku            | 43 | 26 | 12 | 7 | 7  | 39 | 29 | +10 |
|                        | 8.   | FK Vilash Masalli   | 35 | 26 | 10 | 5 | 11 | 26 | 38 | -12 |
|                        | 9.   | PFC Turan Tovuz     | 31 | 26 | 9  | 4 | 13 | 26 | 45 | -19 |
|                        | 10.  | Bakili Baku         | 28 | 26 | 8  | 4 | 14 | 35 | 43 | -8  |
|                        | 11.  | Kur Nur Mingachevir | 27 | 26 | 8  | 3 | 15 | 26 | 36 | -10 |
|                        | 12.  | FK Sumgayit         | 14 | 26 | 4  | 2 | 20 | 15 | 54 | -39 |
|                        | 13.  | Azerbaijan U-18     | 9  | 26 | 3  | 0 | 23 | 16 | 60 | -44 |
|                        | 14.  | FK Garabagh         | 5  | 26 | 1  | 2 | 23 | 10 | 65 | -55 |

Legenda:

      Campione d'Azerbaigian
      Qualificata alla Coppa UEFA
      Qualificata alla Coppa delle Coppe
      Qualificata alla Coppa Intertoto
      Retrocessa in Birinci Divizionu
Note:

Tre punti a vittoria, uno a pareggio, zero a sconfitta.

## Verdetti
- Campione: FK Gäncä
- Qualificata alla Champions League: FK Gäncä
- Qualificata alla Coppa UEFA: Dinamo Baku
- Qualificata alla Coppa delle Coppe: FK Karabakh
- Qualificata alla Coppa Intertoto: Baki Fahlasi
- Retrocessa in Birinci Divizionu: FK Garabagh, Azerbaijan U-18, FK Sumgayit